# Шелковский, Игорь Сергеевич
Игорь Сергеевич Шелковский (род. 20 декабря 1937, Оренбург) — российский художник и скульптор. Эмигрировал во Францию в 1976 году.

## Биография
В 1954-59 — учился в Москве, в Училище им.1905 года. В 1962-66 — реставратор икон и фресок в Новгороде и Москве. Эмигрировал во Францию в 1976 году.
В своих работах художник сочетает традиции русского авангарда и иронический скептический, концептуалистский подход. В 1950-х поддерживал отношения со Владимиром Слепяном, в 60-е — с художниками неофициального искусства, соцарта и московского концептуализма.
Перебравшись в Париж в 1976 году, Шелковский, ранее нечасто обращавшийся к социальным темам, стал заметным борцом за свободу творчества в СССР. В 1979 году вместе с Александром Сидоровым (который выступал под псевдонимом Алексей Алексеев) организовал выпуск журнала «А — Я», посвящённого современному неофициальному искусству, литературе и философии. Журнал просуществовал до 1985 года (всего 8 номеров), в которых впервые появились статьи Бориса Гройса, тексты Всеволода Некрасова, Льва Рубинштейна, Дмитрия Пригова, Владимира Сорокина. Издание журнала практически полностью поглотило художника — все силы и средства уходили на издание. В августе 1985 года своим Указом Президиум Верховного Совета СССР «за совершение действий, не совместимых с принадлежностью к гражданству СССР» лишил Игоря Шелковского советского гражданства.
Начало перестройки дало возможность Шелковскому вернуться к творчеству — он начал работать в своей мастерской в городе Эланкур, в 40 км от Парижа.

## Выставки

### Избранные персональные выставки
- 2024 – «Игорь Шелковский. Небесный город. Мастерская художника», Мультимедиа Арт Музей, Москва[4]
- 2017 – «Игорь Шелковский. Город дорог», Новая Третьяковка, Москва
- 2016 – Музей АРТ4, Москва
- 2015  -  ««Белая система» художественных координат Игоря Шелковского», галерея «Файн Арт», Москва
- 2014 – «Игорь Шелковский. Размышления о будущем», галерея «Файн Арт», Москва
- 2013 – «Игорь Шелковский. Постоянство перемен», Мультимедиа Арт Музей, Москва[5]
- 2010 – «Выдуманный дом». Музей архитектуры им. А.В.Щусева, Москва
- 2009 – «Красное, Белое, Черное», ГЦСИ, Москва
- 2009 – Галерея Weiller, Париж, Франция
- 2009 – «Под голубыми небесами», галерея «Файн Арт», Москва
- 2006 – «Прошедшее совершенное», Фонд поддержки визуальных искусств «Эра», Москва
- 2006 – «Архитектурные проекты, скульптура, живопись», галерея «Файн Арт», Москва
- 2002 – Галерея «Вейлер», Париж, Франция
- 2001 – Галерея «Кассандра», Дребак, Норвегия
- 2001 – Галерея «Каренина», Вена, Австрия
- 2001 – Галерея «Делир он Формасьон», Париж, Франция
- 2000 – Культурный центр «Ле Скарабе», Ля Веррьер, Франция
- 2000 – Галерея «Делир он Формасьон», Париж, Франция
- 1999 – Галерея «Делир он Формасьон», Париж, Франция
- 1997 – Культурный центр, Эланкур, Франция
- 1997 – Галерея «Форум Линденталь», Кёльн, Германия
- 1997 – Галерея «Клара Мария Зельц», Дюссельдорф. Германия
- 1997 – Галерея «Вейлер», Париж, Франция
- 1995 – Галерея «Оливер Шведем», Мюнхен, Германия
- 1994 – Галерея «Ля Баз», Леваллуа-Перре, Франция
- 1993 – Галерея «Клара Мария Зельц», Дюссельдорф, Германия
- 1991 – Галерея «Форум Линденталь», Кёльн, Германия
- 1991 – Галерея «Клара Мария Зельц», Дюссельдорф, Германия
- 1990 – Галерея «Хельет Хельвореем», Осло, Норвегия
- 1990 – Галерея «Клара Мария Зельц», Дюссельдорф, Германия
- 1990 – Галерея «Кассандра», Дребак, Норвегия
- 1969 – Малый зал ЦДРИ, Москва

### Основные групповые выставки
- 2013 — «Россия XXI. Современная российская скульптура», ГЦСИ, Москва
- 2012 — «Координаты поколения LXXV». ГЦСИ, Москва
- 2011 — «Гвозди шляпками вверх». Галерея «Ковчег», Москва
- 2010 — «Город», Открытая Галерея, Москва
- 2010 — «Мужское Начало», Открытая Галерея, Москва
- 2004 — «Новые Поступления», ГЦСИ, Москва
- 2003 — «Московская абстракция. Вторая половина XX века». Государственная Третьяковская галерея, Москва
- 2002 — «Абстракция в России. XX век». Государственный Русский музей, Санкт-Петербург
- 1999 — «Прозрачность». Institute Cochin, Париж, Франция
- 1995 — «От Гулага до Гласности», Zimmerli Art Museum, Нью-Джерси, США
- 1979 — «Двадцать лет неофициального искусства», Музей Бохума, Германия
- 1978 — «Диссиденты», Музеи Лоди и Турина, Италия
- 1977 — Майский салон, Париж, Франция
- 1977 — «Новое советское искусство. Неофициальная перспектива», Венецианская Биеннале, Венеция, Италия

## Работы хранятся в собраниях
- Государственная Третьяковская галерея, Москва
- Государственный Русский музей, Санкт-Петербург
- Московский музей современного искусства
- Государственный Центр современного искусства, Москва
- Музей нонконформизма, Москва
- Музей АРТ4, Москва
- Собрание Игоря Маркина, Москва
- Центр Жоржа Помпиду, Париж
- Zimmerli Art Museum, Нью-Джерси, США
- Музей современного искусства Фонда Людвига, Вена, Австрия

## Книги

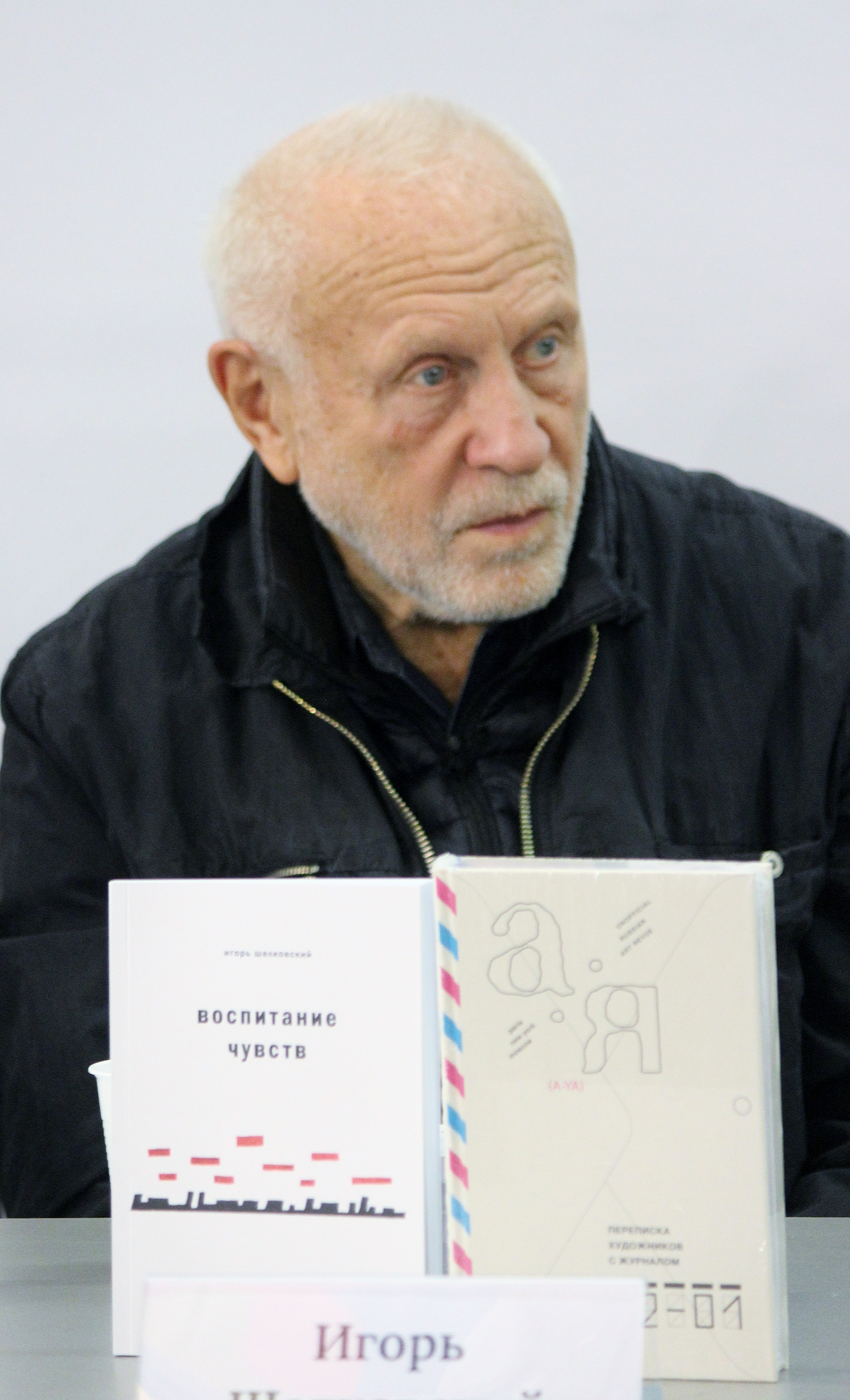
Шелковский со своими книгами на non/fictio№20, 2018

- «Воспитание чувств», сборник статей; изд. Грин Принт, 2018
- «Переписка художников с журналом "А-Я"», двухтомник: Том 1 1976-1981; Том 2 1982-2001; изд. Новое литературное обозрение, 2019